# Paul Wattson
Lewis Thomas conocido por su nombre en religión Paul Wattson (Millington, Maryland, 16 de enero de 1863 - Garrison, Condado de Putnam, Nueva York, 8 de febrero de 1940) fue un sacerdote episcopaliano estadounidense convertido al catolicismo en 1909. Figura importante en el ecumenismo, es el fundador de Franciscanos de la Expiación. 

## Biografía

### Formación
Nació el 16 de enero de 1863 en Millington (Maryland) con el nombre de Lewis Thomas Wattson. Entonces era el tercer hijo del reverendo Joseph Wattson y su esposa Mary Electa. Estudió en diversas escuelas: en Hall, Burlington (Nueva Jersey), y en St. Stephen's College, Annandale (Nueva York). Posteriormente decidió estudiar teología en el Seminario Teológico General en la ciudad de Nueva York, siendo ordenado sacerdote en la Iglesia Episcopal el 12 de diciembre de 1886. Su primer destino pastoral le llevó hasta Port Deposit (Maryland), para seguir posteriormente como rector de la Iglesia de San Juan en Kingston (Nueva York) y finalmente se convirtió en superior de una misión episcopal en Omaha en 1895.

### Ecumenismo y conversión
En 1894, se convirtió en columnista del Pulpit of the Cross, una revista anglo-católica. El 15 de diciembre de 1898 fundó la Sociedad de los Franciscanos de la Expiación en el distrito de Graymoor (Garrison), en colaboración con la madre Lurana White. La congregación tenía como misión promover la unidad de los cristianos.

### Octavario por la Unidad de los Cristianos
Paul creó, junto con el también episcopaliano Spencer Jones, la Church Unity Octave (Octavario por la Unidad de la Iglesia), para promover el ecumenismo a través de la oración. Esta idea tuvo una excelente acogida inicial en el ámbito anglicano. Propusieron como fechas para su celebración, los ocho días que se extienden desde el 18 hasta 25 de enero de 1908, uniendo de esta forma las fiestas de la cátedra de san Pedro (18 de enero) y la Conversión de san Pablo (25 de enero).
Defensores del acercamiento entre las Iglesias católica y anglicana, tomó la decisión, junto a la Madre Lurana White, de convertirse al catolicismo el 30 de octubre de 1909. Ese mismo año, los Franciscanos de la Expiación se convirtieron en la primera comunidad ecuménica en ser recibida dentro de la Iglesia católica desde la Reforma. El hermano Paul fue ordenado sacerdote por el obispo John Murphy Farley el 16 de julio de 1910.
Tras la conversión de Wattson y de White, el Papa Pío X bendijo la Octava de la Unidad de la Iglesia (1909). Años después, el Papa Benedicto XV extendió su observancia a la iglesia universal (1916). Tras este reconocimiento de la autoridad papal, el Octavario por la Unidad de los Cristianos se extendió a lo largo y ancho de la Iglesia católica.
El octavario se convirtió enseguida en un instrumento de apostolado en manos de la jerarquía católica de aquel tiempo, para contribuir a la conversión al catolicismo, de los cristianos no católicos. La Iglesia anglicana dejó de realizar el octavario y transcurrió más de una década hasta que, el mismo Spencer Jones lo sustituyó por la Church Unity Octave Council (1921) con un sentido de búsqueda de la unión entre las Iglesias anglicana y católica.

### Obras y realizaciones
Entre sus muchos logros, el padre Paul Wattson fundó un seminario en Washington, D.C.; un refugio para personas sin hogar: el Auberge Saint-Christophe; una revista mensual dedicada a las misiones cristianas y a la unidad: The Lamp; un programa de radio en el que aparecían las historias de la vida de Jesucristo y de los santos: la Hora del Ave María, y una organización fundada en 1903 con el objetivo de dispersar donaciones otras organizaciones benéficas: Union-That-Nothing-Be-Lost. También cofundó la Asociación Católica para el Medio Oriente con Richard Barry Doyle.

### Fallecimiento
Paul J. Wattson falleció a los 77 años de edad, el 8 de febrero de 1940 en Garrison, Putnam County (Nueva York), siendo enterrado en el Cementerio de Frailes de Graymoor, en Garrison, Putnam County (Nueva York).